# Henry Seymour, baron Beauchamp av Hache
Henry Seymour, lord Beauchamp, född 1626, död 30 mars 1654, var en engelsk ädling, son till William Seymour, 2:e hertig av Somerset och dotterson till Robert Devereux, 2:e earl av Essex.
Han var liksom sin far övertygad rojalist, så kallad kavaljer, och dog i Towern efter att ha blivit tillfångatagen av Oliver Cromwells styrkor. Han var sedan 1648 gift med Mary Capell.

## Barn
- Lady Elizabeth Seymour (död 1697), gift med Thomas Bruce, 2:e earl av Ailesbury
- William Seymour, 3:e hertig av Somerset (1654–1671)